# Бондарихинская культура
Бондарихинская культура — археологическая культура финального бронзового и раннего железного веков (XI—IX вв. до н. э.), занимавшая левобережье Днепра — вплоть до верхнего и среднего течения Северского Донца на юго-востоке, до бассейна Дона на востоке и до средней Оки на северо-востоке. На западе переходила в близкородственную лебедовскую культуру.
При широкой трактовке бондарихинско-лебедовская культурно-историческая общность объединяется с предшествующей марьяновской культурой в единое целое и в таком случае занимает целое тысячелетие: с XVII до VII века до н. э.

## История изучения
Бондарихинская культура была открыта в начале 50-x гг. XX в. сотрудниками Института археологии АН УССР и apxeoлогами Харьковского университета. Исследования в 1950—1951 гг. поселений Большая Даниловка под г. Xapьков, у с. Хмаровка (Шмаровка) и у ст. Основа позволили Б. А. Шрамко установить новую группу памятников предскифского периода на территории Левобережной Лесостепи. В те же годы на Харьковщине работала экспедиция ИА АН УССР под руководством Д. Я. Телегина. В 1951 г. Д. Я. Телегин, исследуя неолитическое поселение в урочище Бондариха, в 14 км южнее г. Изюм, на левом берегу Северского Донца обнаружил жилище полуземляночного типа. При раскопках найдена своеобразная керамика, матрицы для отливки шестигранных кельтов, ножей, зернотёрки, несколько кремневых вкладышей для серпов, изделия из кости. Материалы этих раскопок, а также разведок на р. Оскол и в окрестностях г. Изюм позволили Д. Я. Телегину выделить отдельную группу памятников бондарихинского типа.

## Характеристика памятников
Бондарихинская культура представлена поселениями (как селищами, так и городищами), могильниками, кладами и единичными находками. Жилища — землянки, полуземлянки и наземные постройки. Погребальные памятники представлены грунтовыми могильниками с остатками трупосожжений и единичными курганными трупоположениями. Обряд предусматривал захоронение остатков кремации в сосудах-урнах или небольших грунтовых ямках.
Поселения располагались преимущественно в пойме на небольших возвышенностях или пониженных участках речных берегов. На позднем этапе развития культуры появляются укреплённые поселения, следами которых являются городища. Наиболее изученные поселения бондарихинской культуры — Бондариха, Малые Будки, Студенок. Жилища представлены подпрямоугольными однокамерными, реже двухкамерными, полуземлянками или наземными постройками каркасно-столбовой конструкции. В центре жилища располагался очаг, который обкладывали камнями.
Погребальные памятники представлены грунтовыми могильниками, которые располагаются на дюнных всхолмлениях в поймах рек или на краю первой надпойменной террасы в непосредственной близости от синхронного поселения. Известны единичные подкурганные захоронения. Усопших кремировали на стороне, пережжённые кости ссыпали в сосуды-урны или в грунтовые ямки. Известны немногочисленные случаи ингумаций. В качестве погребального инвентаря выступают целые и преднамеренно разбитые и сосуды или фрагментов керамики. Наиболее изученные могильники бондарихинской культуры — Тимченки, Основа, Залинейное.
Керамический комплекс культуры представлен преимущественно высокими горшками с широким горлом и небольшим плоским дном. Орнамент состоял из ямок разной формы, гребенчатого штампа, «бантика» вдавлений палочкой, которые образуют орнамент в виде «виноградных гроздей». Как и в керамике срубной общности, встречаются схематические знаки, в которых иногда при напряжении воображения пытаются разглядеть примитивное пиктографическое письмо.
Орудия труда и оружие из камня представлены разнообразными шлифованными топорами, зернотерками, тёрочниками, литейными формами, кремнёвыми наконечниками стрел с двусторонней ретушью, серпами и вкладышами серпов, ножами, скребками. Бронзовые изделия немногочисленны, представлены преимущественно ножами и шильями. На позднем этапе развития появляются отдельные изделия из железа, которые свидетельствуют о доживании племен бондарихинской культуры до начала железного века.
Основу хозяйства составляло разведение мелкого и особенно крупного рогатого скота, а также свиней, которое дополнялось земледелием и охотой. Население выращивало просо, ячмень, пшеницу, рожь, горох. Свидетельством развития бронзолитейного производства могут быть находки льячек, шлаков, литейных форм.

## Генетические связи
Бондарихинская культура сформировалась на основе памятников малобудковского типа марьяновской культуры (с которой иногда объединяется) при непосредственном влиянии поздняковской и бережновско-маёвской срубной культуры.
Занимала левый берег Днепра в период, когда на правом берегу господствовали сначала белогрудовская, а затем чернолесская культуры. В VIII—VII веках до н. э. чернолесцы (очевидно, теснимые степняками скифского круга) переправляются через Днепр и вытесняют бондарихинцев из бассейна Ворсклы на север, в бассейн Десны. Там на их основе возникают новые культуры — юхновская и, возможно, милоградская.

## Этноязыковая принадлежность
М. И. Артамонов, М. Гимбутас и Б. А. Рыбаков, основываясь на материалах керамики, выводили происхождение бондарихинской культуры от юхновской, которая однозначно связывается с юго-восточной группой прабалтских народов раннего железного века. Таким образом, бондарихинцы были отнесены к балтийским племенам.
Совершенно иного мнения по поводу этнического лица носителей бондарихинской культуры придерживались В. А. Ильинская, С. С. Березанская, Б. Н. Граков, С. И. Воловик. Они считали, что бондарихинская культура возникла на основе марьяновской культуры эпохи средней бронзы и вместе с ней представляет финно-угров. Данная гипотеза, как и предыдущая, была аргументирована на материалах керамики.
Харьковские археологи Б. А. Шрамко, В. К. Михеев и Л. П. Грубник-Буйнова предполагали, что племена бондарихинской культуры (как и генетически родственной ей срубной) входили в киммерийский племенной союз.
Открытие погребений бондарихинской культуры пролило новый свет на возможную языковую принадлежность её носителей. По мнению Ю. В. Буйнова, «…детали бондарихинского погребального обряда коренным образом отличаются от погребальных традиций и обрядов, свойственных тем археологическим культурам эпохи бронзы и раннего железного века, финно-угорская принадлежность которых не вызывает сомнений. Наоборот, они имеют много общего с типами погребального ритуала, свойственными культурам прабалтийской этнической атрибуции (лебединовская, юхновская, милоградская) или балто-славянской этнической общности, которая сформировалась в конце эпохи бронзы на севере Украины».